# Avtobiografija
Avtobiografija (iz grščine: αὐτός-autos sebe + βίος-bios življenje + γράφειν-graphein pisati) je življenjepis izpod peresa osebe same oz. opis svojega življenja ali življenjskega obdobja.

## Avtobiografija in njena zgodovina
Besedo je leta 1797 v reviji Monthly Review prvi uporabil William Taylor. Avtobiografija je v razmerju z biografijo, ki temelji na virih, bolj pristranska, saj temelji na avtorjevem spominu na dogodke. Avtobiografija je lahko tudi način za predstavitev alternativnega pogleda na zgodovino.
Prve avtobiografije (Izpovedi sv. Avguština) so imele versko vzgojni namen, v renesansi so izpostavile pustolovsko dimenzijo piščevega življenja, v 18. stoletju so dobile filozofski značaj, v 19. stoletju pa obliko romana. Meja med avtobiografijo in avtobiografskim romanom ni razločna, načelno dobi status romana besedilo, v katerem romaneskna logika prevlada nad kronologijo življenjskih dejstev osebe. V obeh primerih gre lahko za življenje poznanih osebnosti, lahko pa so tudi manj poznane ali celo izmišljene. Dejstva in izkušnje iz avtorjevega realnega življenja so pogosto izhodišče njegovega leposlovnega pisanja, takrat govorimo le o avtobiografskih elementih. Nejasna je tudi meja med avtobiografijo in spomini: spomini naj bi poročali bolj o zunanjih dogodkih piščevega življenja, avtobiografija pa bolj o njegovem doživljanju časa in okolice. Oblika avtobiografskega pisanja je tudi dnevnik. Glavna naloga pisca avtobiografije je prepričati bralca o verodostojnosti napisanega, kar doseže z vključevanjem pisem, dokumentov, fotografij, dnevnika. Najpogosteje so avtobiografije in avtobiografski romani napisani v prvi osebi. Prvi avtobiografski roman naj bi bil Goethejevo Trpljenje mladega Wertherja (1774), ki ima obliko pisemskega romana. V modernističnem avtobiografskem romanu pisatelj reflektira lastne ustvarjalne postopke (npr. André Gide, Ponarejevalci denarja; Aldous Huxley, Kontrapunkt življenja).
Avtobiografski teksti v svetovni literaturi
- Avguštin; Confessiones (397)
- Abelard: Historia calamitatum mearum (1133)
- Ulrich von Lichtenstein: Frauendienst (1255)
- Dante: La vita nuova (1292)
- Petrarca_: Posteritati (1394)
- Bevnenuto Cellini: Vita (1558)
- Jean-Jacques Rousseau: Confessions (1781)
- Goethe: Dichtung und Wahrheit (1811–1833), Italienische Reise (1816) idr.
- Thomas de Quincey: Confession of an English Opium-Eater (1821)
- Silvio Pellico: Le mie prigoni (1832)
- Charlotte Brontë: Jane Eyre: Avtobiografija (1847)
- Charles Dickens: David Copperfield (1850)
- Gottfried Keller: Der grüne Heinrich (1854)
- Benjamin Franklin: Autobiography (1868)
- Marcel Proust: À la recherche du temps perdu (1913)
- James Joyce: A Portrait of the Artist as a Young Man (1916)
- Stendhal, Charles Darwin, Chateaubriand, Hans Christian Andersen, Maksim Gorki, August Strindberg, Theodor Fontane, Mark Twain, Sigmund Freud, Oscar Wilde, Jean-Paul Sartre, Stefan Zweig, Elias Canetti in številni drugi

## Avtobiografija na Slovenskem
Pojem se je najprej pojavil v nemškem časopisju na Slovenskem kot Selbstbiographie leta 1817, 1818 so pod tem izrazom pisali o avtobiografiji Žige Herbersteina. Slovenska raba je nihala med autobiographia (SG 1860),  samoživotopis in lastni životopis (LMS 1880, v zvezi s Kopitarjevo avtobiografijo iz 1839), autobiografija (Nova nada 1897), samobiografija (S 1899), od 1880 dalje močno prevladuje  avtobiografija.
Pojem avtobiografski roman je poznejšega datuma: 1900 je izraz uporabil Ivan Prijatelj v zvezi s Tolstojevim romanom Vstajenje, 1902 v zvezi s Strindbergovimi romani. Druga imena zanj: romansirana avtobiografja, avtofikcija.
Vmesni položaj med biografijo in avtobiografijo ima t. i. avtobiografija po naročilu, ki jo napiše najeti pisec (ghostwriter, negre litteraire, pisatelj v senci,  literarni dninar). Slovenski primeri naročenega življenjepisa oz. romansiranega življenjepisa so: Marinka Fritz-Kunc o Zoranu Jankoviću, Tadej Golob o Tomažu Humarju, Alenki Bratušek, Petru Vilfanu in Zoranu Predinu, Vesna Milek o Borisu Cavazzi, Manca Scheicher o Damjanu Murku, Jaka Lucu je napisal avtobiografijo Jana Plestenjaka, Esad Babačić življenjsko zgodbo Dejana Zavca, Tomaž Mihelič (Marlenna) je opisal padce in vzpone Salome. Edo Marinček je življenjsko pripoved pomagal splesti Petru Florjančiču, Boris Pahor pa je svoje spomine zaupal italijanski novinarki Cristini Battocletti.
Slovenske avtobiografije, spomini, pričevanja, avtobiografski romani in romani z avtobiografskim izhodiščem
Zgodnje avtobiografije so bile v nemščini (Balthasar Hacquet, Žiga Herberstein), Valentin Vodnik je svojo prvi zastavil v slovenščini. 
- Janez Trdina: Spomini (1867), Hrvaški spomini (1885), Bachovi huzarji in Iliri (1903), Moje življenje (1905)
- Josip Godina Verdelski: Življenje (1879)
- Jakob Alešovec: Kako sem se jaz likal (1884)
- Luiza Pesjak: Iz mojega detinstva (1886)
- Franc Ks. Kramer: Poslednjič korar v Ljubljani: Njegovo življenje in delovanje popisano od njega samega; po njegovi smrti na svitlo dal in dopolnil Karol Klun (1893)
- Andrej Marušič: Moja doba in podoba (1898)
- Josip Debevec: Vzori in boji (Dom in svet 1896–1897, 1917), Do zmage (1901–1902)
- Josip Vošnjak: Spomini (1905–1906)
- Fran Šuklje: Iz mojih spominov, 1–3 (1926–1929)
- Zofka Kveder: Moja prijateljica
- Ivan Cankar: Moje življenje (1920)
- Josip Sernec: Spomini (1927)
- Louis Adamič: Smeh v džungli (izvirnik ima podnaslov The Autobiography of an Immigrant in America (1932), Vnuki (1935)
- Marija Kmet: Moja pota (1933)
- France Kralj: Moja pot (1933)
- France Bevk: Začudene oči (1936), Pot v svobodo (1953), Mrak za rešetkami (1958)
- Henrik Tuma: Iz mojega življenja (1937)
- Ivo Šorli: Moj roman (1940)
- Edvard Kocbek: Tovarišija (1949), Listina (1967)
- Ciril Kosmač: Spomladni dan (1950/1953)
- Vladimir Bartol: Mladost pri Svetem Ivanu (Primorski dnevnik 1955/56)
- Fran Saleški Finžgar: Leta mojega popotovanja (1957)
- Boris Pahor: Onkraj pekla so ljudje (1958),  Moje suhote (2008)
- Mira Mihelič: April (1959), Ure mojih dni (1985)
- Vladimir Kralj: Mož, ki je strigel z ušesi (1961)
- Angela Vode: Spomini (1961, obj. šele v Spomin in pozaba, 2000)
- Miško Kranjec: Mladost v močvirju (1962), Svetlikanje jutra (1968) Strici so mi povedali (1974)
- Pavle Zidar: Soha z oltarja domovine (1962), S konji in sam (1963), Barakarji (1968), Dim (ki diši po sestri Juli) (1970)
- Ruda Jurčec: Skozi luč sence (1964)
- Juš Kozak: Pavlihova kronika (1964)
- Ilka Vašte: Podobe iz mojega življenja (1964)
- Milan Vidmar: Spomini, 1–2 (1964)
- Veno Pilon: Na robu (1965)
- Vladimir Vauhnik: Nevidna fronta: Spomini (1965)
- Lojze Kovačič: Deček in smrt (1968), Resničnost (1972), Delavnica (1974), Pet fragmentov (1981), Prišleki (1984–1985),  Sporočila iz sna in budnosti (1987), Prah (1988), Kristalni čas (1990), Vzemljohod (1993), Otroške stvari (2003), Tri ljubezni (2003), Zrele reči (2009)
- Jože Javoršek: Kako je mogoče (1969), Nevarna razmerja (1978), Adamovo jabolko (1983), Spomini na Slovence, 1–3 (1989–1990)
- Beno Zupančič: Plat zvona (1970)
- Vojeslav Molè: Iz knjige spominov (1970)
- Stanko Semič Daki: Najboljši so padli. Spomini, 1–3 (1971–72)
- Žarko Petan: Avtobiografija (1972), Preteklost (1987)
- Vitomil Zupan: Menuet za kitaro (1975), Komedija človeškega tkiva, 1–2 (1980), Levitan (1982)
- Mary Molek: Immigrant Woman (1976)
- France Koblar: Moj obračun (1976)
- Irene M. Planinsek Odorizzi: The Footsteps Through Time (1978)
- Ana Praček-Krasna: Med dvema domovinama (1978), Moja ameriška leta (1980)
- Taras Kermauner: Mesec dni z Ivanom Cankarjem, Martinom Kačurjem in Tarasom Kermaunerjem (1976), Lastne podobe (1979), Staja pod Poncami (1979), Zdrobljena zrcala (1981), Sreča in gnus (1984), Med prijatelji, med sovražniki (1986), Zadnje srečanje (1990), Skupinski portret z Dušanom Pirjevcem (2002), Navzkrižna srečavanja (2008), Po(ne)srečena srečevanja (2009)
- Marjan Rožanc: Ljubezen (1979), Hudodelci (1981), Metulj (1981), Roman o knjigah (1983), Sentimentalni časi (1985)
- Peter Božič: Očeta Vincenca smrt (1979)
- Anton Ingolič: Zgodbe mojega jutra (1979), Moje pisateljevanje (1980), Nemir mladostnika (1982), Leta dozorevanja (1987)
- Jože Snoj: Negativ Gojka Mrča (1971), Jožef ali zgodnje odkrivanje raka (1978), Gavženhrib (1982)
- Branko Gradišnik: Zemljazemljazemlja (1981), Roka, voda, kamen (2007)
- Mimi Malenšek: Kavatina za angela vremenarja, 1–2 (1982)
- Jože Felc: Osamelci (1982)
- Ivan Hribar:Moji spomini, 1–2 (1983)
- Igor Torkar: Umiranje na obroke (1984)
- Ruža Vreg: Podeželska zdravnica (1984)
- Cvetko Zagorski: Moje leto oseminštirideseto (1984), Vračanje k sebi (1988), Vračanje v čas (1990), Lisičji čas (1991)
- Franjo Frančič: Ego trip (1984), Ne (1986), Domovina bleda mati (1986), Za vse boš plačal; Ne spominjam se (2006), Izgubljeni jutri (2007)
- Evald Flisar: Čarovnikov vajenec (1986), Popotnik v kraljestvu senc (1992), Potovanje predaleč (1998), Zgodbe s poti (2000), To nisem jaz: Legoroman (2011)
- Lev Detela: Časomer življenja (1987)
- Marjan Tomšič: Ti pa kar greš (1987)
- Marko Uršič: Romanje za Animo (1988)
- Jure Detela: Pod strašnimi očmi pontonskih mostov (1988)
- Ivan Kramberger: Trnova pot (1988)
- Nada Gaborovič: Malahorna (1989), Dnevi, leta (2004)
- Franček Rudolf: Zapiram mlin, odpiram mlin (1989)
- Josephine Janezic: Pepca's Struggle (Pepčin boj), 1989
- Marko Sterle: Človek z zamudo (1989)
- Berta Bojetu: Filio ni doma (1990)
- Branko Šömen: Hoja po vodi (1990)
- Vinko Ošlak: Saj ni bilo nikoli drugače (1991), Človeka nikar (1995)
- Nedeljka Pirjevec: Zaznamovana (1992), Saga o kovčku (2003)
- Igor Škamperle: Sneg na zlati veji (1992)
- Lidija Asta: Lidija. Skozi trnje do zvezd ali avtobiografija neke triintridesetletnice (1992)
- Drago Jančar: Posmehljivo poželenje (1993)
- Matej Bor: Jernov rokopis ali Martinova senca (1993)
- Sanja Rozman: Sanje o rdečem oblaku (1993), Zaljubljeni v sanje (1995), Peklenska gugalnica (1998), Sprememba v srcu (2004)
- Andrej Makuc: Spominjam se ... A že? (1995), Norci (2000), Šolniški kruh (2008)
- Jože Hudeček: Ulice mojega predmestja (1996), Na počitnicah (1997)
- Saša Vuga: Opomin k čuječnosti (1997), Delanje romana. Izpiski iz koledarja (2007)
- Andrej Morovič: Vladarka (1997)
- Sonja Porle: Črni angel, varuh moj (1997), Barva sladke čokolade (1998)
- Blaž Ogorevc: Tropska melanholija (1998)
- Ciril Zlobec: Spomin kot zgodba (1998)
- Erica Johnson Debeljak: Tujka v hiši domačinov (1999)
- Janez Milčinski: Leta za pet drugih (1990)
- Dušan Mevlja: Avtoportret z masko in peresom (1999)
- Karolina Kolmanič: Ni sonca brez senc (2000)
- Vesna Milek: Kalipso (2000)
- Vinko Hrovatič: Posetje: Avtobiografska izpoved (2001)
- Polona Glavan: Noč v Evropi (2001)
- Brane Mozetič: Zgubljena zgodba (2001)
- Suzana Tratnik: Ime mi je Damjan (2001)
- Mirella Besednjak: Roža med trni: Moje življenje po koncu druge svetovne vojne (2001)
- Vladimir Kavčič: Prihodnost, ki je ni bilo (2005)
- France Žagar: Vojna, kaj pa je to? (2005), Na sončni strani šole (2007)
- Kajetan Gantar: Utrinki ugaslih sanj (2005)
- Maruša Krese: Vsi moji božiči (2006), Vse moje vojne (2009)
- Franci Rogač: Ključ brezdomca (2006)
- Marija Šnuderl: Mavrica v pločevinki (2006)
- Bruno Hartman: Na poti pride vse naproti: iz Celja v življenje (2007)
- Benka Pulko: Pocestnica: Življenjski potopis (2007)
- Miloš Mikeln: Mesto ob reki (2008)
- Vinko Möderndorfer: Vsakdanja spominjanja (2008)
- France Pibernik: Začudene oči otroštva (2008)
- Mirko Mahnič: Sence in lučí z moje potí (2009)
- Tone Partljič: Hvala vam, bogovi, za te blodnje: Ljudje, kraji, dogodki v mojem življenju (2010)
- Isabella M. Grey [?]: Izpoved neumne svetlolaske (2013)
- Sonja Koranter: Začarani vrt (2013)
- Danaja Lorenčič: Ana v meni (2014)
- Miha Mazzini: Otroštvo: Avtobiografski roman v izmišljenih zgodbah (2015)
- Nevenka Kovačič: Bodika (2016)
- Anja Janko: Brez panike (2016)
- Simon Mičić: Deček s tatujem na srcu: Resnična zgodba (2016)
- Suzana Štravs: Ljubezen v nevihti in moški s tatujem na srcu: Resnična zgodba (2017)
- Simona Semenič: Me slišiš? (2017)
- Sarival Sosič: Starec in jaz (2017), Jaz sam (2018)
- Apolonija Klančar: Vsi moji otroci in njihove mame (2018)
- Jože Livijen: Konjski blues (2018)
- Silvo Karo: Alpinist (2018)
- Bronja Žakelj: Belo se pere na devetdeset (2019)